# World Baseball Classic 2026
Das World Baseball Classic 2026 findet voraussichtlich zwischen dem 5. und 17. März 2026 statt. Das Turnier wird in vier verschiedenen Städten ausgetragen: San Juan, Houston, Tokio und Miami. Titelverteidiger des Jahres 2023 ist Japan.

## Teilnehmer
Das Gesamtteilnehmerfeld des World Baseball Classic bleibt im Vergleich zur letzten Austragung 2023 bei 20. Als Teilnehmer qualifizierten sich die 16 Teilnehmer des Turniers von 2023, die nicht Gruppenletzter wurden, sowie vier weitere Qualifikanten.
Acht Mannschaften nahmen am Qualifikationsturnier teil, darunter auch die Deutsche Baseballnationalmannschaft. Das Qualifikationsturnier fand im Februar/März 2025 statt.

## Turniermodus
Für den World Baseball Classic 2026 wurde folgender Spielmodus vereinbart:
- In Runde 1 spielen 20 Teams in vier Gruppen (A bis D) im Round-Robin-System, das heißt Jeder gegen Jeden, keine Serien, nur ein Spiel.
- Im Viertelfinale spielen die Gruppenersten gegen die -zweiten, anschließend folgen Halbfinale und Finale.
- Kein Spiel um Platz drei

## Austragungsorte
Der World Baseball Classic 2026 wird in vier Stadien ausgetragen:
| Gruppe A              | Gruppe B Viertelfinale | Gruppe C          | Gruppe D Viertelfinale, Halbfinale, Finale |
| --------------------- | ---------------------- | ----------------- | ------------------------------------------ |
| San Juan, Puerto Rico | Houston, USA           | Tokio, Japan      | Miami, USA                                 |
| Estadio Hiram Bithorn | Minute Maid Park       | Tokyo Dome        | LoanDepot Park                             |
| Kapazität: 18.000     | Kapazität: 41.574      | Kapazität: 46.686 | Kapazität: 36.742                          |
|                       |                        |                   |                                            |

## Ergebnisse

### Qualifikation
| Legende Qualifikationsturnier | Legende Qualifikationsturnier                    |
| ----------------------------- | ------------------------------------------------ |
|                               | Für das World Baseball Classic 2026 qualifiziert |
|                               | Ausgeschieden                                    |

#### Gruppe A
Die Spiele der Gruppe A der Qualifikation werden vom 19. bis 26. Februar 2025 im Taipei, Taiwan ausgetragen.
| Pl | Team                          | S | N |
| -- | ----------------------------- | - | - |
| 1  | Nicaragua                     | 3 | 0 |
| 2  | Chinesisch Taipeh (Gastgeber) | 2 | 2 |
| 3  | Spanien                       | 2 | 2 |
| 4  | Südafrika                     | 0 | 3 |

#### Gruppe B

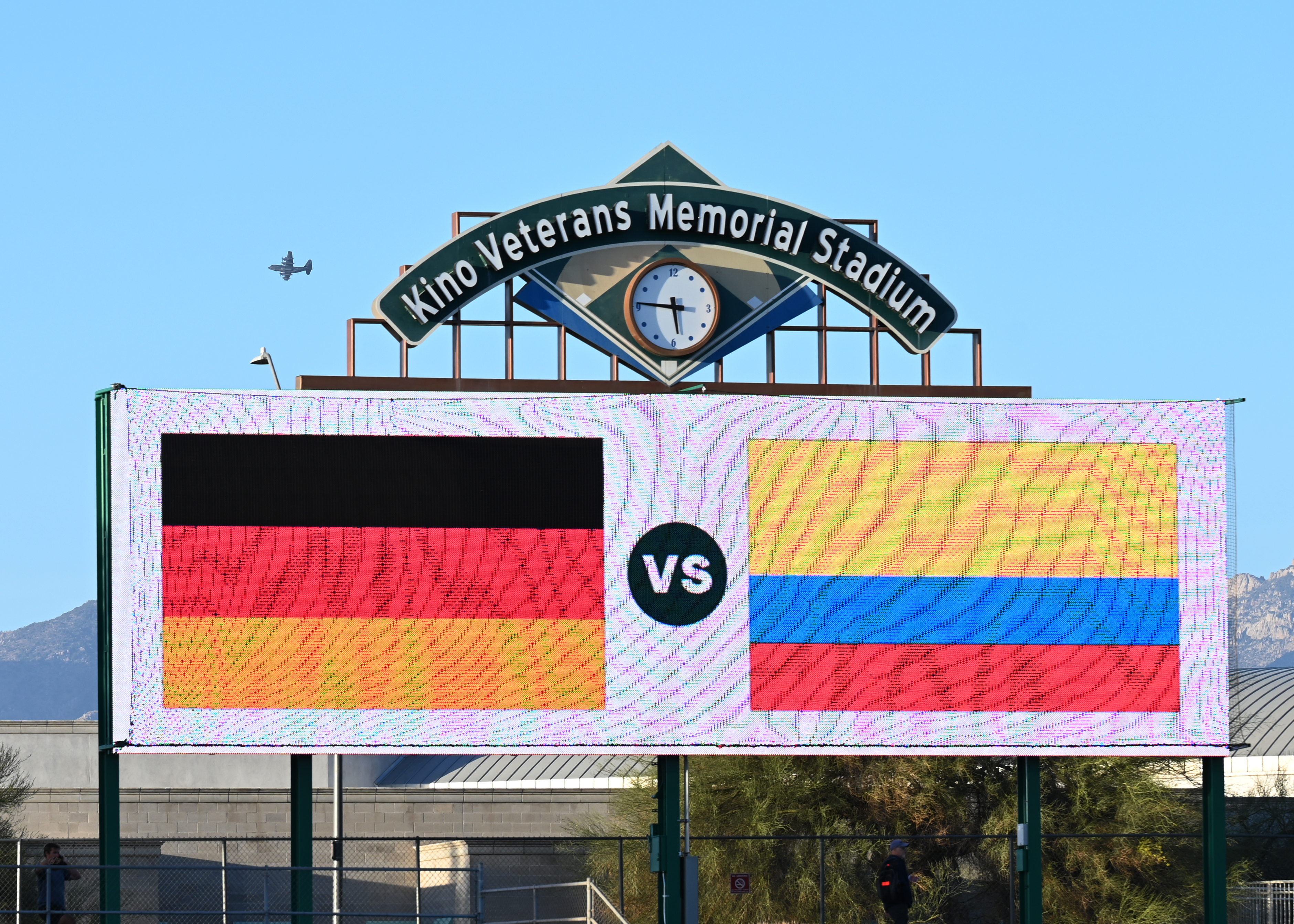
Qualifikationspartie Deutschland gegen Kolumbien

Die Spiele der Gruppe B der Qualifikation werden vom 28. Februar bis 7. März 2025 im Tucson, Arizona, USA ausgetragen.
| Pl | Team                | S | N |
| -- | ------------------- | - | - |
| 1  | Kolumbien           | 3 | 0 |
| 2  | Brasilien           | 3 | 1 |
| 3  | Deutschland         | 1 | 3 |
| 4  | Volksrepublik China | 0 | 3 |

### Vorrunde
| Legende Vorrunde | Legende Vorrunde                   |
| ---------------- | ---------------------------------- |
|                  | Für das Viertelfinale qualifiziert |
|                  | Ausgeschieden                      |

#### Gruppe A
Die Spiele der Gruppe A werden vom 6. bis 11. März 2026 im Estadio Hiram Bithorn in San Juan, Puerto Rico ausgetragen.
| Pl | Team                    | S | N | Tiebreaker |
| -- | ----------------------- | - | - | ---------- |
| 1  | Puerto Rico (Gastgeber) | 0 | 0 |            |
| 2  | Kuba                    | 0 | 0 |            |
| 3  | Kanada                  | 0 | 0 |            |
| 4  | Panama                  | 0 | 0 |            |
| 5  | Kolumbien               | 0 | 0 |            |

#### Gruppe B
Die Spiele der Gruppe B werden vom 6. bis 11. März 2026 im Minute Maid Park in Houston, Texas, USA ausgetragen.
| Pl | Team                           | S | N | Tiebreaker |
| -- | ------------------------------ | - | - | ---------- |
| 1  | Vereinigte Staaten (Gastgeber) | 0 | 0 |            |
| 2  | Mexiko                         | 0 | 0 |            |
| 3  | Italien                        | 0 | 0 |            |
| 4  | Vereinigtes Königreich         | 0 | 0 |            |
| 5  | Brasilien                      | 0 | 0 |            |

#### Gruppe C
Die Spiele der Gruppe C werden vom 5. bis 10. März 2026 im Tokyo Dome in Tokio, Japan ausgetragen.
| Pl | Team              | S | N | Tiebreaker |
| -- | ----------------- | - | - | ---------- |
| 1  | Japan (Gastgeber) | 0 | 0 |            |
| 2  | Australien        | 0 | 0 |            |
| 3  | Südkorea          | 0 | 0 |            |
| 4  | Tschechien        | 0 | 0 |            |
| 5  | Chinesisch Taipeh | 0 | 0 |            |

#### Gruppe D
Die Spiele der Gruppe D werden vom 6. bis 11. März 2026 im LoanDepot Park in Miami ausgetragen.
| Pl | Team                    | S | N | Tiebreaker |
| -- | ----------------------- | - | - | ---------- |
| 1  | Venezuela               | 0 | 0 |            |
| 2  | Dominikanische Republik | 0 | 0 |            |
| 3  | Niederlande             | 0 | 0 |            |
| 4  | Israel                  | 0 | 0 |            |
| 5  | Nicaragua               | 0 | 0 |            |

### Finalrunde
Die Finalrunde wird vom 15. bis 21. März 2026 in Houston und Miami ausgespielt.

#### Turnierbaum
| Viertelfinale | Viertelfinale | Viertelfinale |  |  | Halbfinale | Halbfinale | Halbfinale |  |  | Finale | Finale | Finale |
|               |               |               |  |  |            |            |            |  |  |        |        |        |
|               |               |               |  |  |            |            |            |  |  |        |        |        |
|               |               |               |  |  |            |            |            |  |  |        |        |        |
|               |               |               |  |  |            |            |            |  |  |        |        |        |
|               |               |               |  |  |            |            |            |  |  |        |        |        |
|               |               |               |  |  |            |            |            |  |  |        |        |        |
|               |               |               |  |  |            |            |            |  |  |        |        |        |
|               |               |               |  |  |            |            |            |  |  |        |        |        |
|               |               |               |  |  |            |            |            |  |  |        |        |        |
|               |               |               |  |  |            |            |            |  |  |        |        |        |
|               |               |               |  |  |            |            |            |  |  |        |        |        |
|               |               |               |  |  |            |            |            |  |  |        |        |        |
|               |               |               |  |  |            |            |            |  |  |        |        |        |
|               |               |               |  |  |            |            |            |  |  |        |        |        |
|               |               |               |  |  |            |            |            |  |  |        |        |        |
|               |               |               |  |  |            |            |            |  |  |        |        |        |